# چیوا، ارمنستان
چیوا (به ارمنی: Չիվա) یک روستا در ارمنستان است که در استان وایوتس‌جور واقع شده‌است.  در  کیلومتری شمال یغگنادزور، مرکز استان وایوتس‌جور واقع شده است.

## خصوصیات
چیوا ۸۹۲ نفر جمعیت دارد و در ارتفاع  متر بالاتر از سطح دریا قرار گرفته است.

## جاذبه‌های تاریخی

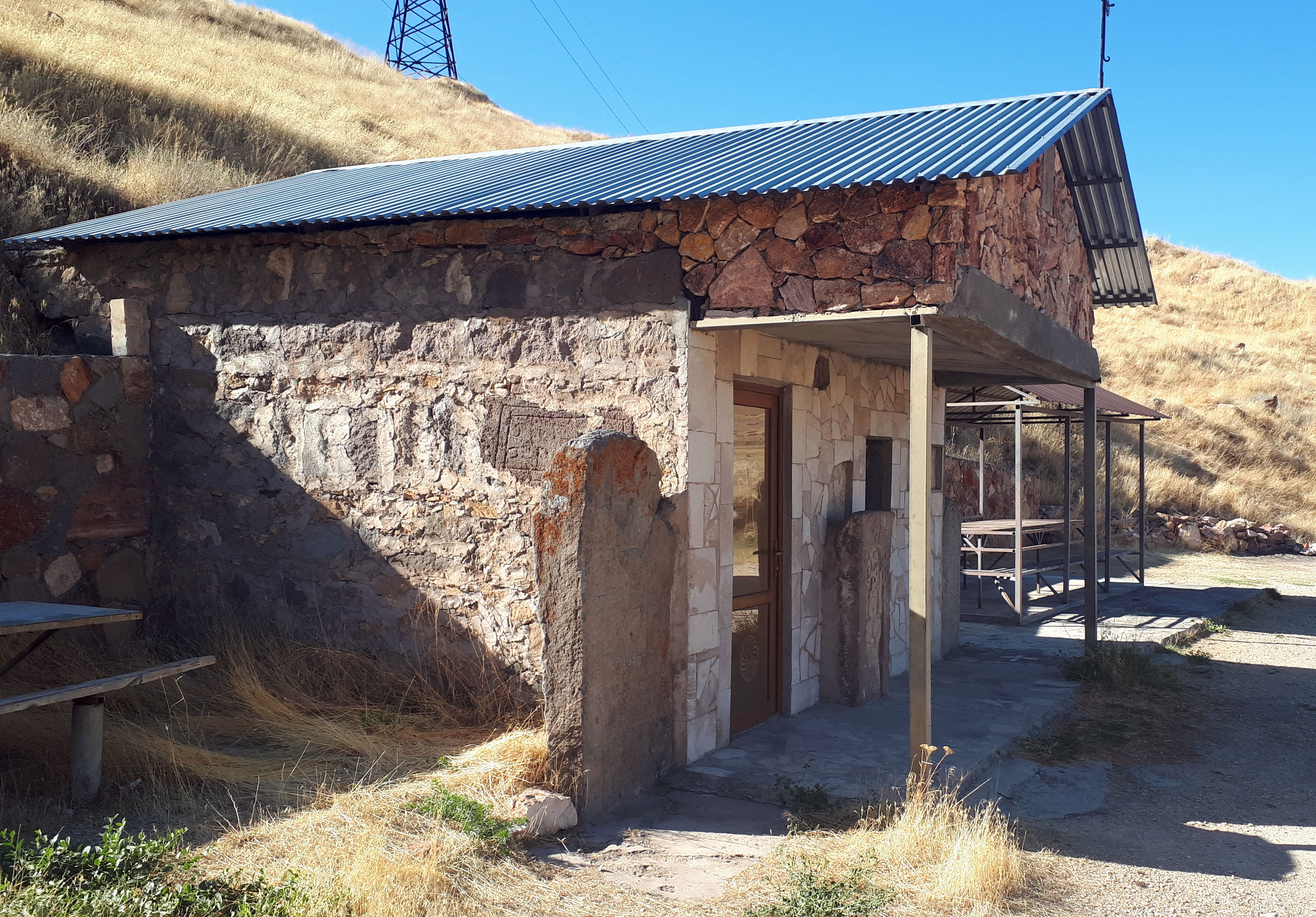